# Nusalala payasi
Nusalala payasi is een insect uit de familie van de bruine gaasvliegen (Hemerobiidae), die tot de orde netvleugeligen (Neuroptera) behoort. 
Nusalala payasi is voor het eerst wetenschappelijk beschreven door Monserrat in 2000.